# Ксеркс (опера)
«Ксеркс» (итал. Serse) — опера-сериа в трёх действиях Георга Фридриха Генделя; впервые была исполнена в Лондоне 15 апреля 1738 года.
«Ксеркс» — сороковая опера Генделя. В первооснове либретто оперы лежало либретто, написанное Николо Минато для оперы Франческо Кавалли, поставленной в 1654 году. Это либретто было переработано Сильвио Стампилья для оперы Джованни Бонончини 1694 года. И только после обработки версии Стампильи неизвестным автором литературная основа приобрела форму, использованную Генделем.
Действие оперы разворачивается в Персии в 480 году до н. э. В Абидосе, городе на азиатском берегу Геллеспонта, царь Ксеркс разместил свои войска, готовясь к войне против афинян, для чего предпринял строительство моста, соединяющего Азию с Европой. Партия Ксеркса написана для певца-кастрата, в современных постановках, как правило, роль исполняет меццо-сопрано, контральто или контртенор.
Открывающая оперу ария Ксеркса Ombra mai fu (Листья нежные, густые…) считается одной из самых известных и красивых мелодий Генделя, обычно её называют «ларго Генделя» (хотя в партитуре указан темп larghetto).

## История создания
В конце 1737 года Королевский театр в Лондоне заказал Генделю две новые оперы. Премьера первой, «Фарамондо», состоялась 3 января 1738 года. К этому времени Гендель уже начал работу над «Ксерксом». Первый акт был написан между 26 декабря 1737 и 9 января 1738 года. К 25 января был готов второй акт, к 6 февраля — третий. К 14 февраля Гендель полностью завершил работу над партитурой. Премьера оперы состоялась 15 апреля 1738 года в Королевском театре
На первой премьере «Ксеркс» провалился. Причиной провала могли быть и продолжительность оперы, и абсурдность сюжета, и литературная слабость либретто. Возможно, зрители не были готовы к новаторским решениям Генделя, реализованным в этой опере. В отличие других опер лондонского периода, в «Ксеркса» Гендель включил элементы оперы-буффа. Такой приём был обычным для произведений венецианской школы XVII и использовался Кавалли в опере на либретто Минато. Но в 1730-х годах от оперы-сериа ожидали полной серьёзности и чистоты жанра, без смешения трагедии и комедии, а также без участия персонажей из разных классов общества. Музыкальный критик Чарльз Берни позже ругал оперу за подобное нарушение традиции: «мне не удалось узнать автора слов этой драмы, но она одна из худших, когда-либо положенных Генделем на музыку: она не только написана крайне слабо, в ней перемешаны трагедия и буффонада. Апостоло Дзено и Метастазио за это уже изгнали из серьёзной оперы.»
Другой особенностью «Ксеркса» является множество коротких одночастных арий, тогда как типичная опера-серия времён Генделя почти целиком состояла из длинных трёхчастных арий да капо. Вероятно, на Генделя повлияли произведения, где арии да капо отсутствовали, такие как лондонские балладные оперы вроде «Оперы нищего», или недавно увиденная Генделем опера Лямпе «Дракон Уонтлея» (англ. The Dragon of Wantley). Однако некоторые арии в «Ксерксе» настолько длинны, а комические элементы вставлены настолько искусственно, что в целом произведение кажется утяжелённым, чрезмерно затянутым и несёт все основные черты старой оперы эпохи Генделя и даже венецианской оперы. По замечанию критика, «во многом это странное, нехарактерное для Генделя произведение, устремлённое к поискам будущего оперного театра (к Глюку и Моцарту), и одновременно упорно смотрящее в прошлое.»

## Постановки
Провалившийся на премьере, «Ксеркс» исчез из мирового репертуара почти на двести лет. Возрождение оперы началось с постановки в Гёттингене 5 июля 1924 года в редакции Оскара Хагена. До 1926 года эту постановку показали не менее 90 раз в пятнадцати городах Германии. С тех пор «Ксеркс» пользуется неизменным успехом и является самой популярной у современной аудитории оперой Генделя, уступая лишь «Юлию Цезарю» и «Ринальдо». Те особенности, которые в XVIII веке казались недостатками — короткие арии и примесь буффонады — стали достоинствами для публики XX и XXI веков.
«Ксеркса» поставили в Ла Скала в январе 1962 года под управлением Пьеро Беллуджи с участием таких звезд, как Мирелла Френи, Роландо Панераи, Фиоренца Коссотто и Луиджи Альва в главной роли. Не имея большого опыта исполнения опер Генделя, в ту пору певцы ещё не использовали украшающие элементы при повторе первой темы в ариях да капо. Существует запись этой постановки, сделанная 19 января 1962 года.
Очень высоко оценена критиками постановка Н. Хайтнера на английском языке в Английской национальной опере в 1985 году, осуществлённая в ознаменование 300-летия со дня рождения композитора. Дирижировал Чарльз Маккеррас, главную роль исполнила Энн Мюррей. Эта постановка уже в шестой раз возобновлена в лондонском Колизее в сентябре 2014 года, с Элис Кут в роли Ксеркса.

## Действующие лица
| роль                      | тип голоса                                                  | исполнители на премьере 15 апреля 1738 |
| ------------------------- | ----------------------------------------------------------- | -------------------------------------- |
| Ксеркс, царь Персии       | кастрат-сопранист, в наши дни меццо-сопрано или контратенор | Гаэтано Майорано (Каффарелли)          |
| Арсамен, брат Ксеркса     | меццо-сопрано, у Генделя указано «тёмное сопрано»           | Мария-Антония Маркезини (Луккезина)    |
| Амастра, дочь царя Сузии  | контральто                                                  | Антония Мериджи                        |
| Ромильда, дочь Ариодата   | сопрано                                                     | Элизабет Дюпарк (Франчезина)           |
| Аталанта, сестра Ромильды | сопрано                                                     | Маргарита Чименти (Дрожиерина)         |
| Ариодат, военачальник     | бас                                                         | Антонио Монтаньяна                     |
| Эльвиро, слуга Арсамена   | бас                                                         | Антонио Лоттини                        |

## Содержание
Царь Ксеркс влюблён в Ромильду, дочь его вассала Ариодата. Но Ромильда и брат Ксеркса Арсамен давно любят друг друга. Сестра Ромильды Аталанта тоже хочет заполучить Арсамена. За всем наблюдает Амастра, наречённая Ксеркса, переодетая в мужское платье.
Арсамен отправляет любовную записку Ромильде, но Аталанта, перехватив её, показывает записку Ксерксу. Царь решает женить Арсамена на Аталанте, но Ромильда хранит верность возлюбленному.
На мосту через Геллеспонт Ксеркс сообщает Ариодату, что его дочь станет членом царской семьи. Под прикрытием потасовки, затеянной Амастрой, Арсамен находит Ромильду, которая прячет его от гнева брата. Девушка сообщает Ксерксу, что согласится стать его женой только если получит согласие отца.
Ксеркс вновь отправляется к Ариодату, тот думает, что Ксеркс просит руки дочери для Арсамена и готовится к свадьбе. Ромильда уверяет Ксеркса, что любит другого, но все же вынуждена согласиться на брак, чтобы спасти жизнь Арсамену.
Арсамен и Ромильда навещают отца, который, якобы по приказу Ксеркса, немедленно их женит. Прибывший позже Ксеркс узнал, что обманут, и решает отомстить. Амастра в мужском костюме предлагает ему свои услуги. Узнав Амастру и её роль в этой истории, пристыжённый Ксеркс предлагает ей руку и корону.

## Записи
- 1965: Венский академический камерный хор, оркестр Венского радио, дирижёр Пристман; Форрестер, Попп, Тайлер[англ.], Миллер[англ.], Хемсли — Deutsche Grammophon, 2009
- 1979: Королевский хор и оркестр, дирижёр Мальгуар; Уоткинсон, Эссвуд, Хендрикс, Колд — CBS
- 1995, Британское ТВ: Английская национальная опера, дирижёр Маккеррас; Мюррей, Мастерсон; пост. Хайтнер — DVD Arthaus Musik.
- 1998: Ганноверский хор и оркестр, дирижёр Макгиган; Смит, Милн, Бикли, Азава, Томас — BMG
- 2003: «Ар Флориссан», дирижёр Кристи; фон Оттер, Норберг-Шульц — EMI, Virgin Veritas (2004)